# Steliano Filip
Pour les articles homonymes, voir Filip.
Steliano Filip est un footballeur international roumain né le 15 mai 1994 à Buzău. Il évolue au poste d'arrière gauche.

## Carrière

### En club
Avec le club du Dinamo Bucarest, il joue un match en Ligue Europa lors de la saison 2012-2013. 

### En équipe nationale
Steliano Filip reçoit sa première sélection en équipe de Roumanie le 17 novembre 2015, en amical contre l'Italie (match nul 2-2).

## Palmarès

### Dinamo Bucarest
- Vainqueur de la Coupe de la Ligue roumaine en 2017
- Finaliste de la Coupe de Roumanie en 2016